# 布萊克里弗 (紐約州)
布萊克里弗（英語：Black River）是位於美國紐約州傑佛遜縣的村。

## 人口
根據2020年美國人口普查的數據，布萊克里弗的面積為4.88平方千米，當中陸地面積為4.61平方千米，而水域面積為0.27平方千米。當地共有人口1232人，而人口密度為每平方千米252人。